# Maximiliano de Austria (1830-1839)
El archiduque Maximiliano de Austria (Milán, 16 de enero de 1830 -16 de marzo de 1839) fue un príncipe austríaco que murió a temprana edad.

## Biografía
Fue el octavo y último de los hijos, (sexto de los varones) del matrimonio formado por el archiduque Raniero José de Austria y la princesa Isabel de Saboya-Carignano. El archiduque Rainiero José había sido nombrado virrey del Reino lombardo-véneto en 1818, motivo por el cual la familia vivía en Milán.
Maximiliano Carlos, nació en el Palacio Real de Milán, residencia de sus padres en la ciudad de Milán como virreyes del reino lombardo-véneto, el 16 de enero de 1830.  Fue bautizado en el mismo lugar, el día 24 de enero de 1830, por el arzobispo de Milán, conde Gaisruck. Se le impusieron los nombres de Maximiliano, Carlos, María, Raniero, José y Marcelo; siendo su padrino fue su tío paterno el archiduque Carlos de Austria. Su bautismo fue celebrado con iluminaciones en los teatros de la ciudad, en el teatro de la Scala se representó La Straniera de Bellini y acudió el padre del neófito.
Murió a los nueve años de edad el 16 de marzo de 1839.
A su muerte, su padre mandó la construcción de una capilla funeraria en la iglesia de San Fidel de Milán para servir de sepulcro a este príncipe, así como a los archiduques María Ana y José (1772), hijos del archiduque Fernando, virrey de Lombardía en el siglo XVIII. Esta capilla es conocida como la capilla habsbúrgica.

## Títulos y tratamientos
| ● 16 de enero de 1830-16 de marzo de 1839: | Su alteza imperial y real el archiduque Maximiliano (Carlos) de Austria, príncipe real de Hungría y Bohemia |